# Uzo Aduba
Uzoamaka Nwanneka "Uzo" Aduba (Boston, 10 de febrer de 1981) és una actriu estatunidenca. És coneguda pel seu paper de Suzanne "Crazy Eyes" Warren en la sèrie original de Netflix Orange Is the New Black, per la qual va guanyar un premi Emmy a la millor actriu convidada en una sèrie de comèdia el 2014, un altre a la millor actriu secundària en sèrie dramàtica el 2015 i dos altres premis del Sindicat d'Actors de Cinema a la millor actriu de televisió en una comèdia en 2014 i 2015. És una dels dos únics actors que han rebut premis Emmy en les categories de comèdia i drama per al mateix paper.